# فردريك سامب
فردريك سامب (بالنرويجية البوكمول: Fredrik Semb Berge)‏ (6 فبراير 1990 بشين في النرويج - ) هو لاعب كرة قدم نرويجي في مركز الدفاع. شارك مع Norway national under-15 association football team ‏ ومنتخب النرويج تحت 16 سنة لكرة القدم ومنتخب النرويج تحت 18 سنة لكرة القدم ومنتخب النرويج تحت 21 سنة لكرة القدم ومنتخب النرويج لكرة القدم وNorway national under-23 association football team ‏. أما مع النوادي، فقد لعب مع نادي أود ونادي بروندبي ونادي مولده.

## روابط خارجية
- فردريك سامب على موقع اتحاد النرويج (النرويجية)
- فردريك سامب على موقع قاعدة بيانات كرة القدم.إي يو (الإنجليزية)
- فردريك سامب على موقع ناشيونال فوتبول تيمز (الإنجليزية)
- فردريك سامب على موقع Soccerway.com (الإنجليزية)
- فردريك سامب على موقع AS.com (الإسبانية)